# Benedikt Doll
Benedikt Doll, född 24 mars 1990 i Titisee-Neustadt, är en tysk idrottare som tävlar i skidskytte.
Doll har vunnit en silvermedalj med laget vid världsmästerskapen 2016 och en guldmedalj i sprint vid världsmästerskapen 2017.
Vid de olympiska skidskyttetävlingarna 2018 tog han bronsmedaljer i jaktstart och stafett.
Han bor i Hinterzarten och är anställd hos Bundeswehr.